# Trendelburg
Trendelburg ist eine Kleinstadt im nordhessischen Landkreis Kassel.

## Geografie

### Lage
Trendelburg liegt zwischen den Städten Hofgeismar im Süden und Bad Karlshafen im Norden. Es wird vom Weser-Nebenfluss Diemel durchflossen und befindet sich direkt westlich des Reinhardswalds.

### Nachbargemeinden
Trendelburg grenzt im Norden an die Städte Beverungen (im nordrhein-westfälischen Kreis Höxter) und Bad Karlshafen, im Osten an das gemeindefreie Gebiet Gutsbezirk Reinhardswald, im Süden an die Stadt Hofgeismar und die Gemeinde Liebenau (alle vier im Landkreis Kassel) sowie im Westen an die Stadt Borgentreich (im Kreis Höxter, Nordrhein-Westfalen).

### Ortsteile
Trendelburg besteht aus den Ortsteilen: (in Klammern Einwohnerzahlen Stand 30. Juni 2023)
- Deisel (922)
- Eberschütz (489)
- Friedrichsfeld (137)
- Gottsbüren (704)
- Langenthal (635)
- Sielen (491)
- Stammen (403)
- Trendelburg (Kernstadt) mit Weiler Wülmersen (1.039)

Insgesamt 4.820 Einwohner am 30. Juni 2023
Das Dorf Gottsbüren ist durch ein schmales Stück des Waldgebietes Gutsbezirk Reinhardswald vom restlichen Gemeindegebiet abgetrennt.

## Geschichte

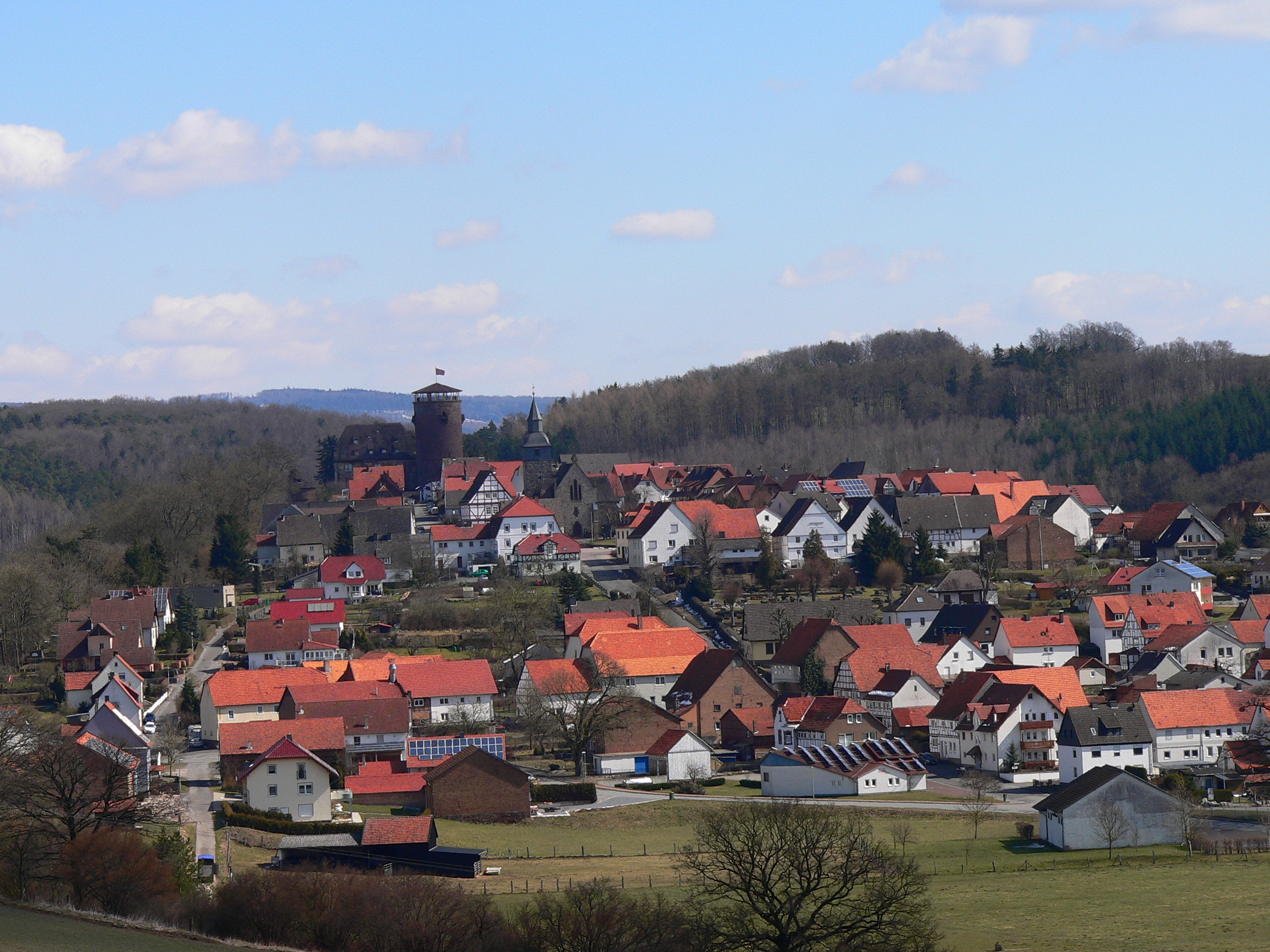
Stadt Trendelburg Westansicht

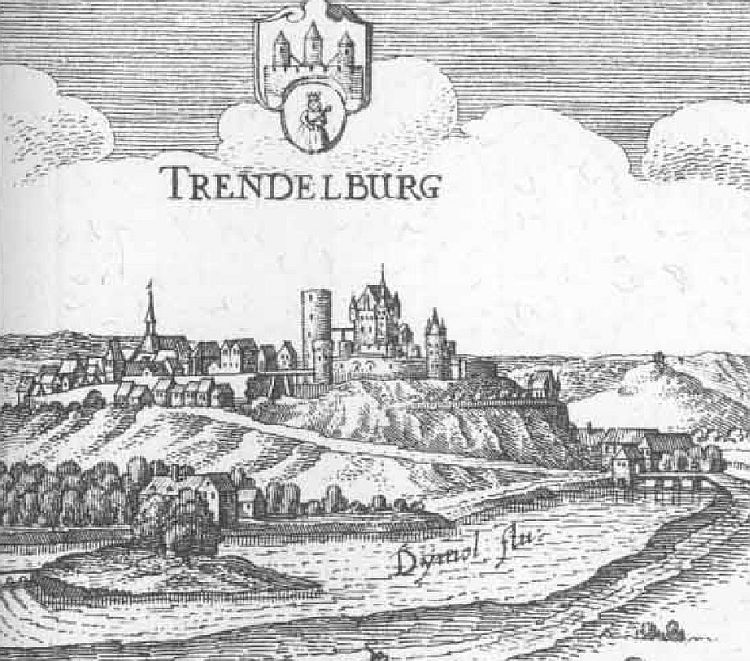
Trendelburg – Auszug aus der Topographia Hassiae von Matthäus Merian 1655

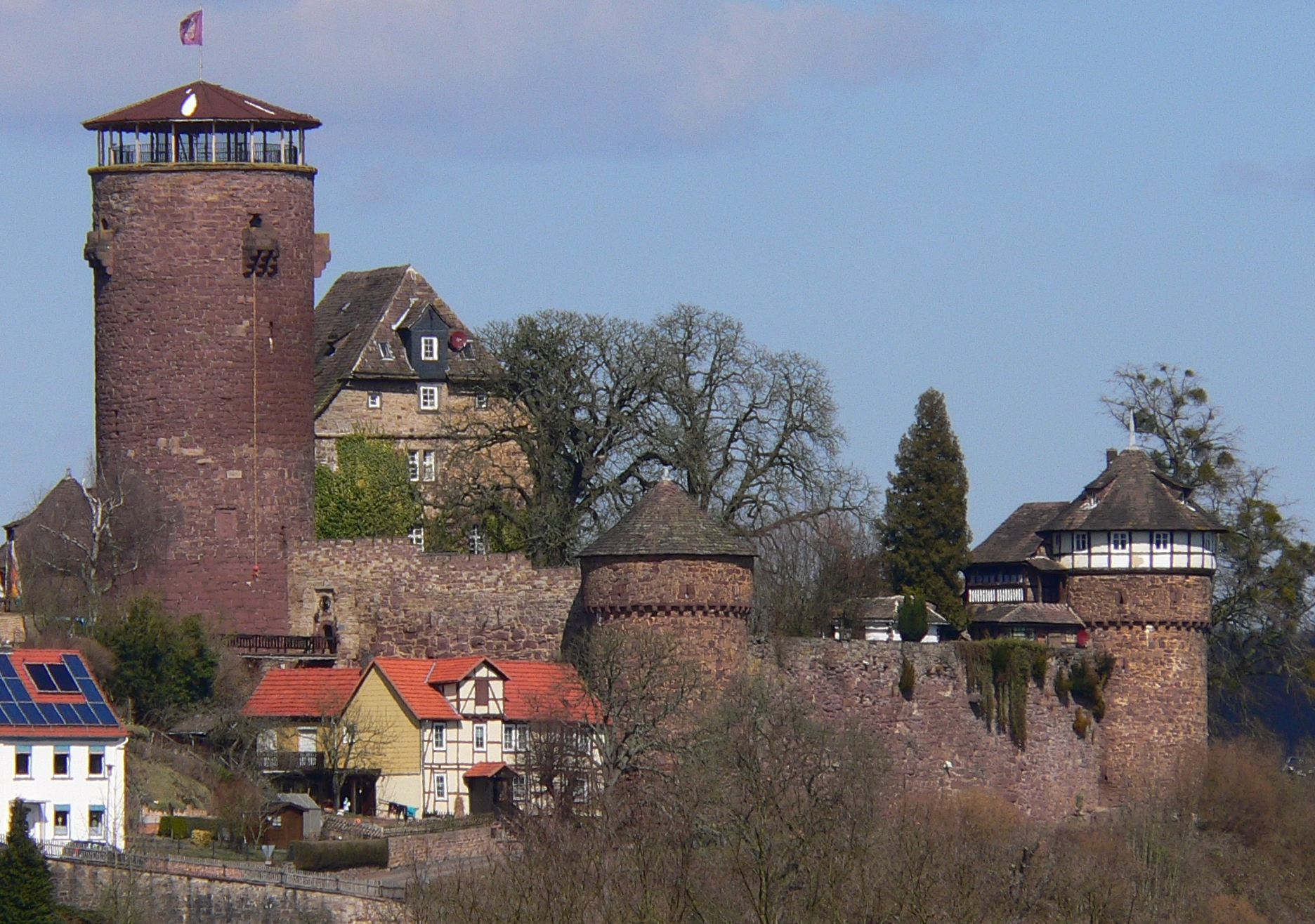
Burg Trendelburg, Südansicht

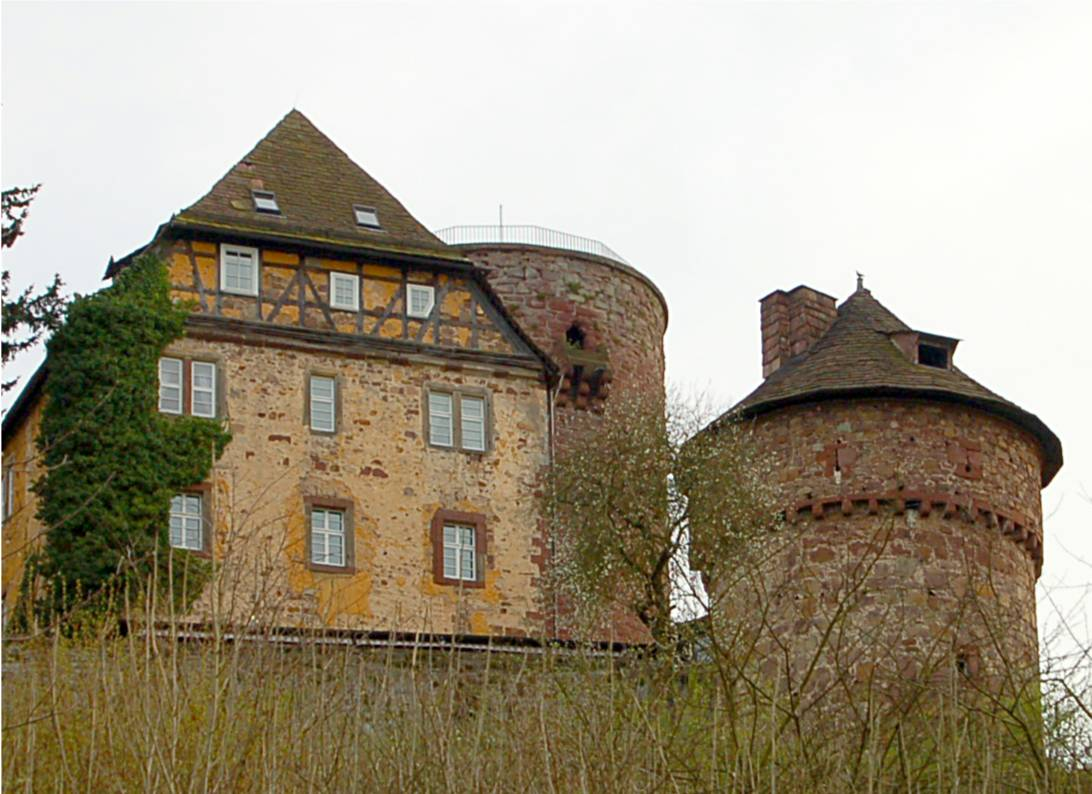
Burg Trendelburg, Nordansicht

### Überblick
Die Burg Trendelburg entstand im 13. Jahrhundert (Abschrift aus „Liber vitae“, Kloster Corvey, im Staatsarchiv Münster) im Grenzgebiet am Fluss Diemel – hier befand sich eine Furt, an der sich wichtige Handelswege kreuzten – zwischen den Bistümern Paderborn, Mainz und der aufstrebenden Landgrafschaft Hessen. Erbauer war Konrad III. von Schöneberg (1249–1311). Der Gerichtsort wurde an die Linde vor der Burg gelegt. Durch den Halsgraben getrennt, entstand vor der Burg auf dem Bergrücken eine kleine Siedlung, die zwei Tore hatte und von einer Stadtmauer umschlossen war. Ältere im Tal liegende Dörfer (Trende, Sulten, Exen) wurden nach und nach aufgegeben und zugunsten des befestigten Trendelburgs verlassen.
Eine Urkunde (copiam 1303; im Staatsarchiv Würzburg) hält fest, dass Konrad die Unterstützung des Erzbistums Mainz suchte. Kurz darauf wurde seine Burg Schöneberg von Truppen des Hochstifts Paderborn erstürmt.
Ab 1306 gehörte Trendelburg jeweils hälftig zum Hochstift Paderborn und zur Landgrafschaft Hessen. Ein gemeinsam gewählter Amtmann mit Sitz auf der Burg Trendelburg vertrat ab sofort beide Parteien bis ins 15. Jahrhundert.
In den Jahren 1443 und 1456 wurden Burg und Stadt durch Brände verwüstet und danach wieder aufgebaut.
Der hessische Landgraf Ludwig II. nahm 1464, während der Hessen-Paderbornischen Fehde (1464–1471) die gegnerische Hälfte der Burg in Besitz und gab Trendelburg Stadtrechte. Nach einem Friedensvertrag blieb Trendelburg hessisches Territorium.
Im Dreißigjährigen Krieg lagerten die Truppen Tillys in Trendelburg und dem Umland. Bei Kampfhandlungen zerstörten sie 51 von 112 Häusern. Die Pest wütete und 50 % der Bevölkerung kam um.
1676 vergrößerte Landgraf Karl die Burg und baute sie zum Jagdschloss um.
Das Rittergut „Zur Abgunst“ entstand 1703, nachdem der Burgsitz der Familie von Stockhausen im Dreißigjährigen Krieg zerstört worden war.
1700–1730 wurde der Landgraf-Carl-Kanal mit einer Schleuse in Trendelburg errichtet.
Im Siebenjährigen Krieg fanden heftige Gefechte zwischen französischen und braunschweigischen Truppen statt. Die Burg wurde von der gegenüberliegenden Anhöhe (Bünge) in Brand geschossen, und die französischen Verteidiger mussten aufgeben.
Seit dem 19. Jahrhundert, nach Auflösung der Ämter und des Gefängnisses, war ein preußisches Forstamt in der Burganlage untergebracht.
1848 wurde die Carlsbahn mit dem Bahnhof in Trendelburg sowie dem noch heute existierenden Deiseler Tunnel eröffnet. Bis 1986 bestand Bahnverkehr bis Trendelburg.
1901 erwarb mit Adalbert von Stockhausen die Familie von Stockhausen die Burg und baute sie zum Wohnsitz aus.
1949 richtete Hans-Ludwig von Stockhausen einen Hotel- und Restaurantbetrieb ein.

### Hessische Gebietsreform
Am 31. Dezember 1970 fusionierten im Zuge der Gebietsreform in Hessen die Stadt Trendelburg und sieben bis dahin selbstständigen Gemeinden (Deisel, Friedrichsfeld, Eberschütz, Gottsbüren, Langenthal, Sielen und Stammen) auf freiwilliger Basis zur erweiterten Stadt Trendelburg. Sie bilden die heutigen Stadtteile. Die Stadtverwaltung befindet sich in der Kernstadt Trendelburg.

## Politik

### Stadtverordnetenversammlung
Die Kommunalwahl am 14. März 2021 lieferte folgendes Ergebnis, in Vergleich gesetzt zu früheren Kommunalwahlen:
| Stadtverordnetenversammlung – Kommunalwahlen 2021                                                    | Stadtverordnetenversammlung – Kommunalwahlen 2021            |
| --- | ------------------------------------------------------------ |
| StimmenanteilWahlbeteiligung 59,4 % 50403020100 46,9 (+10,7)34,4 (−5,7)18,7 (−5,0) FWGSPDCDU20162021 | SitzverteilungInsgesamt 23 Sitze - SPD: 8 - FWG: 11 - CDU: 4 |

| Parteien und Wählergemeinschaften | Parteien und Wählergemeinschaften           | % 2021 | Sitze 2021 | % 2016 | Sitze 2016 | % 2011 | Sitze 2011 | % 2006 | Sitze 2006 | % 2001 | Sitze 2001 |
| --------------------------------- | ------------------------------------------- | ------ | ---------- | ------ | ---------- | ------ | ---------- | ------ | ---------- | ------ | ---------- |
| FWG                               | Wahlgemeinschaft Trendelburg                | 46,9   | 11         | 36,2   | 11         | 29,6   | 09         | 24,6   | 08         | 22,3   | 07         |
| SPD                               | Sozialdemokratische Partei Deutschlands     | 34,4   | 08         | 40,1   | 13         | 47,3   | 15         | 52,7   | 16         | 46,0   | 14         |
| CDU                               | Christlich Demokratische Union Deutschlands | 18,7   | 04         | 23,7   | 07         | 23,1   | 07         | 22,7   | 07         | 28,3   | 09         |
| Unabhängige                       | Unabhängige Demokraten                      | –      | –          | –      | –          | –      | –          | –      | –          | 03,4   | 01         |
| Gesamt                            | Gesamt                                      | 100,0  | 23         | 100,0  | 31         | 100,0  | 31         | 100,0  | 31         | 100,0  | 31         |
| Wahlbeteiligung in %              | Wahlbeteiligung in %                        | 59,4   | 59,4       | 57,4   | 57,4       | 56,3   | 56,3       | 54,9   | 54,9       | 63,7   | 63,7       |

### Bürgermeister
Nach der hessischen Kommunalverfassung wird der Bürgermeister für eine sechsjährige Amtszeit gewählt, seit dem Jahr 1993 in einer Direktwahl, und ist Vorsitzender des Magistrats, dem in der Stadt Trendelburg neben dem Bürgermeister ehrenamtlich ein Erster Stadtrat und sieben weitere Stadträte angehören. Bürgermeister ist seit dem 1. April 2024 der parteiunabhängige Manuel Zeich, der bis dahin Hauptamtsleiter der Stadtverwaltung war. Er wurde als Nachfolger von Martin Lange, der nach einer Amtszeit nicht wieder kandidiert hatte, am 3. Dezember 2023 im ersten Wahlgang bei 59,04 Prozent Wahlbeteiligung mit 62,50 Prozent der Stimmen gewählt.
Amtszeiten der Bürgermeister
- 2024–2030 Manuel Zeich[10]
- 2018–2024 Martin Lange[11]
- 2012–2018 Kai Bachmann[15]
- 1988–2012 Bernhard Klug[16]
- 1971–1987 Franz Witzel

### Wappen
| Wappen von Trendelburg | Blasonierung: „Auf rotem Grund eine dreitürmige silberne Burg mit blauen Dächern, im Torbogen die golden gekrönte und blaugewandete Maria mit dem Kind.“ |
| Wappen von Trendelburg | Wappenbegründung: Der mittlere Turm hat ein geschwungenes Dach in Anklang an den Kirchturm. Maria war Namensgeberin der Trendelburger Kirche. Einzelne Elemente des historischen Wappens sind eine Stadtmauer mit Zinnen sowie drei spitze Türme. Der mittlere überragt die beiden flankierenden. In der Stadtmauer sind ein geschwungenes Tor sowie Maria und das Jesuskind dargestellt. Darstellungen des Stadtwappens sind auf Stichen mit Ansichten Trendelburgs von unter anderem 1605, 1627 und 1646 abgebildet. Das Wappen wurde von dem Bad Nauheimer Heraldiker Heinz Ritt gestaltet und am 21. Dezember 1976 durch das Hessische Ministerium des Innern genehmigt. |

### Gemeindepartnerschaften
Die Stadt Trendelburg unterhält partnerschaftliche Beziehungen zu
- Allstedt in Sachsen-Anhalt seit 1991
- Louvigné-du-Désert in der Bretagne seit 1991

## Sehenswürdigkeiten

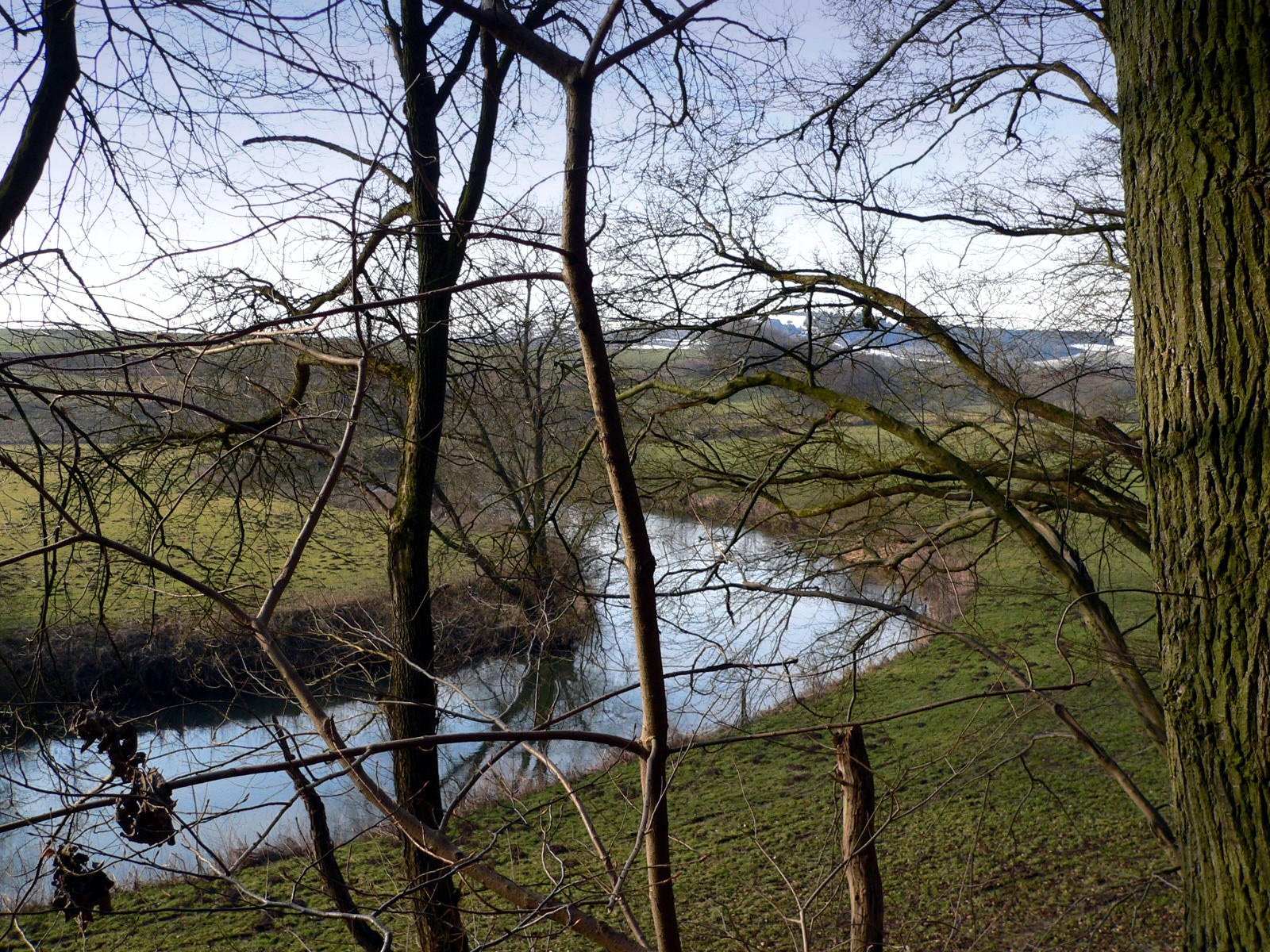
Die Diemel bei Trendelburg

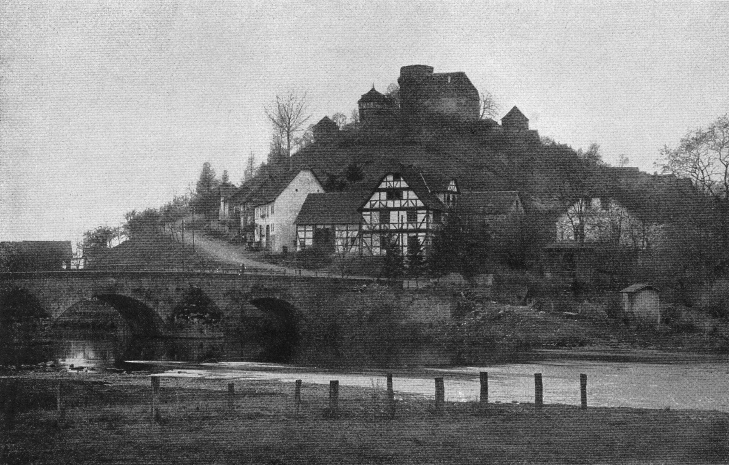
Trendelburg im 19. Jahrhundert

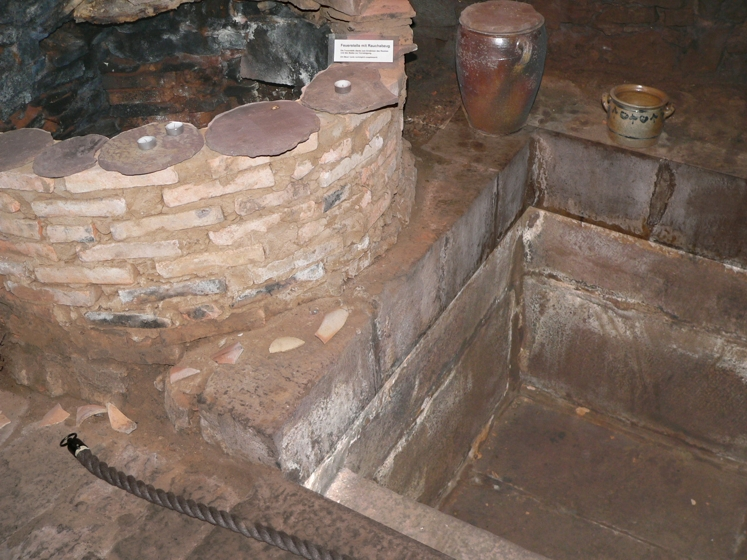
Trendelburger Mikwe

### Bauwerke
- Die Burg Trendelburg wurde im 13. Jahrhundert als Höhenburg am höchsten Punkt des Ortes erbaut. Sie gilt als das Wahrzeichen der Stadt.
- Altstadt: Die mittelalterliche Bebauung der Altstadt fiel 1868 zum großen Teil einem Stadtbrand zum Opfer. Einige Gewölbekeller, insbesondere der 2001 wiederentdeckte mit dem jüdischen Ritualbad, sind Relikte der Zeit vor dem Brand. Reste der Stadtmauer sowie die Anlage der Straßen und Zwischenwege (Zweeten) entsprechen der ursprünglichen Planung. In den 1950er und 1960er Jahren wurden im Bereich der Stadtmauer und des Rathauses Reste der alten Bebauung sowie der Brunnen am alten Marktplatz und die große Diemelbrücke (1747 vom schwedischen König und hessischen Landgrafen Friedrich erbaut) abgerissen. Diemelsächsische Bauernhäuser mit großem Tor und Tenne entstanden in der Straße Altes Tor seit dem 17. Jahrhundert in einer Zeile vor der Stadtmauer des landwirtschaftlich geprägten Ortes. Die mit Inschriften geschmückten Fassaden sind erhalten. Das älteste erhaltene Bauernhaus, Rathausstraße 3, entstand ca. 1460.
- Historisches Rathaus: Der dreigeschossige Fachwerkbau mit gotischem Eingangstor sowie einer Halle im Eingangsbereich ist Teil der heutigen Stadtverwaltung. Früher war hier Sitz des Bürgermeisters. Es hatte einen Gefängnisraum und beherbergte Teile der Feuerwehr. An der Front sind das Stadtwappen und die Sonnenuhr von 1582 zu erwähnen. Ein erster grundlegender Umbau, bei dem der Eingangsbereich mit einer zentralen Treppe erneuert wurde, erfolgte in den 1970er Jahren, nachdem die gesamte Verwaltung der Gemeinde hier untergebracht worden war. Seit 2010 erfolgt eine umfassende Renovierung, bedingt durch erhebliche Bauschäden.
- Die Evangelische Pfarrkirche (ehemals St. Maria) mit Bauelementen (linkes Seitenschiff) aus der Gründungszeit wurde im 14. Jahrhundert vollendet, nach Stadtbränden 1443 und 1456 als Hallenkirche dreischiffig neu aufgebaut, die mit einem Kreuzrippengewölbe versehen wurde. Das Bruchsteinmauerwerk der Außenwände ist aus heimischen Sandstein. Das Langhaus besteht aus einem Mittelbau mit drei Jochen und zwei gleich hohen Seitenschiffen in gotischem Architekturstil. Die viereckigen Pfeiler der Arkaden, die die Seitenschiffe vom Mittelschiff abtrennen, bestehen ebenfalls aus Bruchsteinen, sind jedoch verputzt. Der Chor schließt sich nach Nordosten an. Der seitlich angebaute Kirchturm hat eine 2007 renovierte Laternenhaube, die 1789 entstand. 1889 wurde der Haupteingang nach Westen verlegt. In der Sakristei befand sich das Erbbegräbnis der Familie von Stockhausen. Bei der Renovierung im 20. Jahrhundert wurde die Gruft aufgelöst, das zentrale Bleiglasfenster durch ein modernes ersetzt, der Fußboden mit den Grabsteinen erneuert, die unter einer weißen Tünche verborgenen Fresken freigelegt und die Empore mit dem Adelssitz sowie der Zugang entfernt. 2007 wurde die bestens erhaltene reliefartig gestaltete Grabplatte des Ernst Hans von Stockhausen, 1578, von außen an der inneren hinteren Kirchenwand angebracht. Die gut erhaltenen Epitaphe der Familie von Stockhausen sowie die freigelegten und renovierten Wandmalereien (Christophorus, Hl. Drei Könige) sind von besonderem Interesse. Aufwändig bemalte Särge der Familie finden sich heute in der Dauerausstellung des Museums für Sepulkralkultur in Kassel.
- Die Mikwe der ehemaligen jüdischen Gemeinde wurde 2001 bei Umbauarbeiten des Hauses Am Brunnen 6 durch Zufall wiederentdeckt. Zwei Gewölbekeller, die durch einen kurzen Gang verbunden sind, lassen das mittelalterliche Trendelburg nachempfinden. Zu den Öffnungszeiten des Tourismusbüros sind Gewölbekeller und Bad kostenlos zu besichtigen. Der größere Raum war ein Vorratskeller, der kleinere der Baderaum der seit dem 17. Jahrhundert bestehenden jüdischen Gemeinde. Ein quadratisches Becken mit drei Stufen wurde durch eine Wasserleitung mit „Lebendem Wasser“, das heißt fließendem Regen- oder Quellwasser, gespeist. Reste der Wasserleitung und ein Protokoll von 1783 belegen dies. Das Fachwerkhaus wurde bei einem Stadtbrand vor ca. 140 Jahren zerstört und der Eingang wurde zugeschüttet. Der Eingang zum Baderaum war zugemauert. Daher ist davon auszugehen, dass das Bad schon im 19. Jahrhundert aufgegeben und durch ein neues ersetzt wurde. So überstand es unbeschädigt die folgende Zeit. In den 1930er Jahren musste die in Trendelburg lebende jüdische Familie Giesberg das Wohnhaus, in dem sich die Synagoge befand, verkaufen und den Ort verlassen.
- Die landgräfliche Diemelmühle wurde 1455 erstmals erwähnt. Sie bestand aus Ober- und Untermühle, und eine Brotfabrik war integriert. Mit einem Mühlrad wurde die Wasserkunst angetrieben, die die auf dem Berg gelegene Stadt mit Trinkwasser versorgte. Die Diemelmühle ist heute als Museum ausgebaut mit Heimatstube und Café. Der Ganzjahrescampingplatz gehört zum Areal.

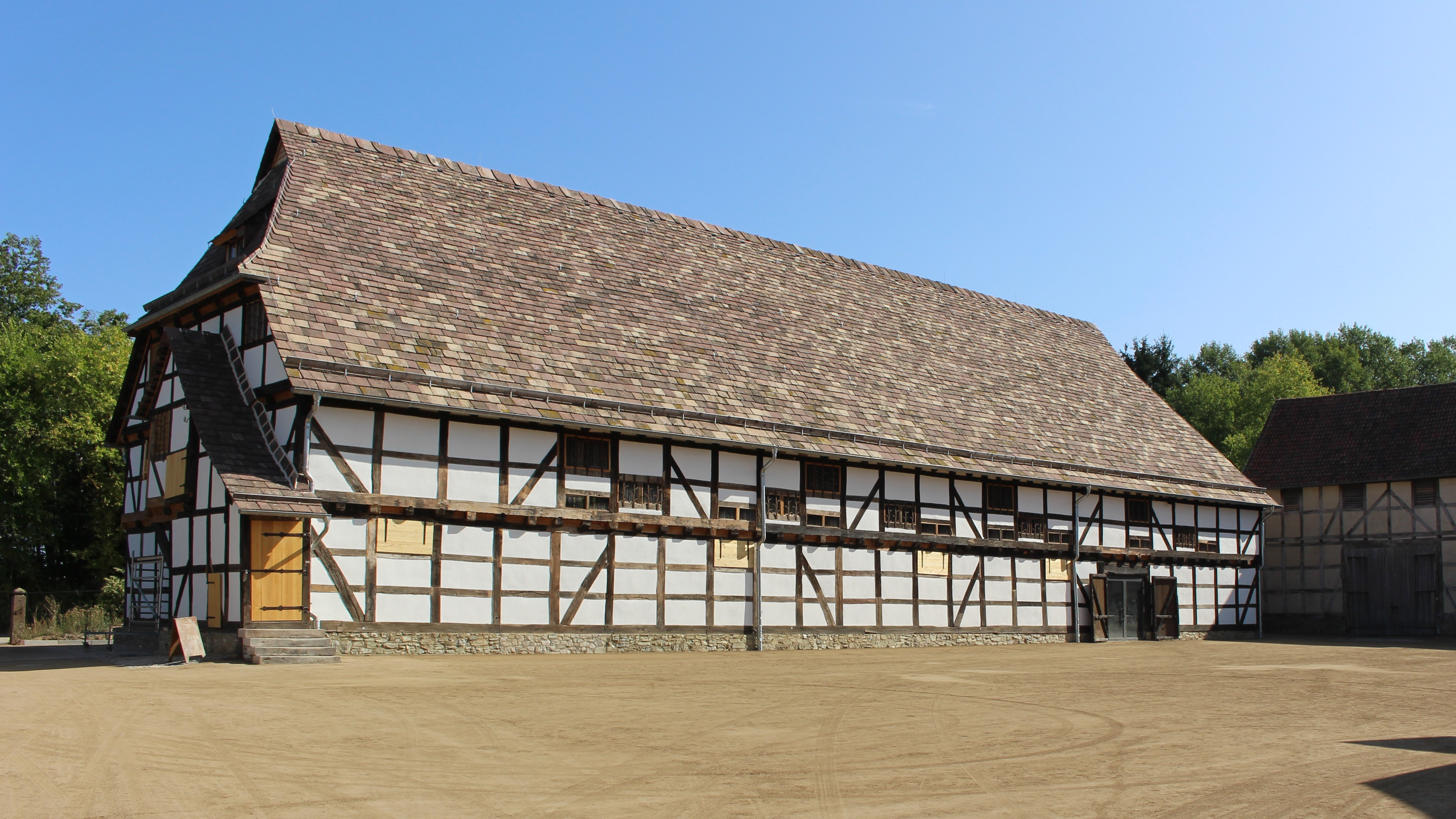
Ehemaliger Fruchtspeicher, heute im Hessenpark

- Landgräfliche Domäne (1580): Ein Rentmeister verwaltete die landesherrliche Domäne mit 240 ha Ackerland und 35 ha Wiesen. Verwaltungsgebäude und Scheunen an der Diemelbrücke bestehen noch. Die Ländereien wurden in den 1950er Jahren Aussiedlerhöfen zugeteilt. Der 1571[18] erbaute Fruchtspeicher wurde in das Freilichtmuseum Hessenpark (Neu-Anspach, Hochtaunuskreis) versetzt.
- Hinter der Mühle liegt die gut erhaltene Schleuse des Landgraf-Carl-Kanals. Sie ist Teil des Kanalprojektes von Landgraf Karl von Hessen-Kassel. Ausgangspunkt war das Hafenbecken an der Weser in Bad Karlshafen. Über die ausgebaute Diemel, Trendelburg, Stammen und Hümme verlief der Kanal, dessen Weiterbau 1730 mit dem Tod des Landgrafen beendet wurde. Mit dem Wasserweg sollte nach Ende des Dreißigjährigen Krieges der Außenhandel Hessens gefördert werden.
- Das Wasserschloss Wülmersen ist ein 1108 erstmals erwähntes Rittergut. Es war Familiensitz derer von Stockhausen, die in Trendelburg Amtleute waren und einen Patronatssitz innehatten. Das Gut hatte große Ländereien, die in den 1950er Jahren aufgeteilt wurden. Danach verfielen die herrenlosen Gebäude, bis sie in den 1990er Jahren vom Landkreis Kassel wieder aufgebaut wurden. Heute sind dort ein Landmuseum, ein Gruppencampingplatz und Werkstätten für Jugendliche.

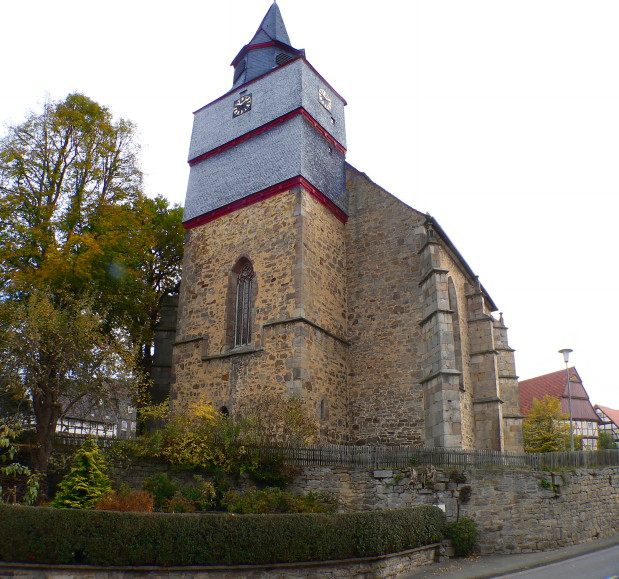
Wallfahrtskirche Gottsbüren

- Schloss Stammen: In Stammen hatte die Familie Rabe von Pappenheim seit 1429 einen Familiensitz. Dieser wurde zunächst zur Burg, dann zum Schloss ausgebaut. 1771 entstand die Schlossanlage, die von einem kleinen Park umgeben ist. Der Gutshof befand sich hinter dem Schloss. Die Anlage ist von einer gut erhaltenen Mauer umgeben. In den 1960er Jahren wurde das Schloss zum Altenheim umgenutzt, das Gut seit den 1990er Jahren zur touristischen Anlage.
- Wallfahrtskirche Gottsbüren: Die gotische Hallenkirche im Zentrum des Ortes Gottsbüren geht auf eine mittelalterliche Wallfahrt, bedingt durch den Fund einer „Bluthostie“, 1329, zurück. Die reichlich fließenden Gelder ermöglichten dem Kloster Lippoldsberg von 1331 bis 1332 den Bau der dem „heiligen Leichnam“ geweihten großen Kirche, in der Fresken und Bildhauerarbeiten von der Legende erzählen. Der Ort lag an der im Mittelalter bedeutenden Handelsstraße, der Königsstraße. Zum Schutz der Pilger entstand 1335 die Sababurg.
- Südwestlich von Trendelburg befindet sich die Ruine der Siechenkirche[19]

### Naturdenkmäler
- Reinhardswald
- Wolkenbrüche
- Eberschützer Klippen

### Touristische Routen
Trendelburg ist mit der Märchenfigur Rapunzel Teil der Deutschen Märchenstraße.

## Verkehr
Durch Trendelburg verläuft die Bundesstraße 83 Höxter–Kassel.
Trendelburg liegt im Gebiet des Nordhessischen Verkehrsverbundes. Eine Buslinie des Regionalverkehrs Kurhessen folgt in etwa dem Verlauf der stillgelegten Carlsbahn und verbindet Trendelburg mit Hofgeismar an der Bahnstrecke Kassel–Warburg sowie mit Bad Karlshafen an der Bahnstrecke Ottbergen–Northeim. Über die reinen Eisenbahn-Verbindungen hinaus besteht dabei an den Bahnhöfen Hofgeismar und Hofgeismar-Hümme auch Anschluss an das Regionalstadtbahn-Liniennetz der RegioTram Kassel. Es gibt Pläne, die RT1 bis Trendelburg zu verlängern, des Weiteren wird diese Strecke aktuell mit den Buslinien 143 von Hümme aus und von der 180 zwischen Hofgeismar und Bad Karlshafen bedient.
Hofgeismar ist eine Station am Hessischen Radfernweg R4.

## Wirtschaft und Infrastruktur
2020 hat die Servicestelle Regionalentwicklung des Landkreises bei zwei Vorhaben (Übernahme einer Metallbaufirma sowie Sanierung des Freibades) Unterstützung für die Freigabe von etwa 750.000 Euro an Fördermitteln angekündigt.

## Persönlichkeiten
In Trendelburg geborene bzw. mit Trendelburg eng verbundene Personen
- Theodor Christian Eulner (1765–1801), Arzt
- Wilhelm Maximilian Rabe von Pappenheim (1764–1815), Hofbeamter im Dienst von Sachsen-Weimar-Eisenach und des Königreich Westphalen
- Ludwig Blomeyer (1805–1865), Staatsminister im Herzogtum Sachsen-Meiningen
- Charles Krug (1825–1892)
- Karl Gerland (1905–1945), geboren im heutigen Stadtteil Gottsbüren, NSDAP-Gauleiter von Kurhessen
- Hans Gottfried von Stockhausen (1920–2010), Glasmaler und Zeichner
- Meta Muscat (1903–1978), Malerin von Bildern im impressionistischen Stil
- Uwe Frankenberger (* 1955), Politiker (SPD), Mitglied des Hessischen Landtages seit 1999
- Stefan Fehling (* 1982), Sänger der Berliner Band Tüsn